# Gnej Domicij Corbulon
Gnej Domicij Korbulon (Peltuinum ok. AD 7 – 67) je bil priljubljen rimski general, svak cesarja Kaligule in tast Domicijana. Cesar Neron, ki se je zelo bal Corbulonovega slovesa, mu je ukazal, naj naredi samomor, ki ga je general zvesto izvedel, vzkliknil "Axios", kar pomeni "sem vreden", in padel na lasten meč.

## Predniki
Corbulon se je rodil nekje na italijanskem polotoku v senatorski družini. Njegov oče, ki je imel isto ime, je vstopil v senat kot formalni pretor pod Tiberijem. Njegova mati Vistilija je izhajala iz družine s pretorstvom. 

## Vojaška in politična kariera

### Vladavina Kaligule
Corbulonova zgodnja kariera ni znana, vendar je bil sufektni konzul leta 39 n. št. med vladavino Kaligule, njegov svak po Kaligulovi zakonski zvezi s Corbulonovo polsestro Milonijo Caesonijo.

### V Spodnji Germaniji
Po Kaligulovem umoru se je Corbulonova kariera ustavila, dokler ga leta 47 ni novi cesar Klavdij postavil za poveljnika vojske v Spodnji Germaniji z baznim taborom v Koloniji (Kölnu).
Nova naloga je bila težka in Corbulon se je moral spopasti z velikimi upori germanskih plemen Heruskov in Havkov. Med bivanjem v Spodnji Germaniji je general ukazal zgraditi prekop med rekama Ren in Meuse. Dele tega inženirskega dela, znanega kot Fossa Corbulonis ali Corbulonov kanal, so našli pri arheoloških izkopavanjih. Njegov tok je približno enak sodobnemu kanalu Vliet, ki povezuje sodobni mesti Leiden (starodavni Matilo ) in Voorburg (Forum Hadriani). Ko je dosegel Spodnjo Germanijo, je Corbulon zaposlil vojaške in ladijske enote, ki so patruljirale po Renu in Severnem morju, sčasoma pregnal Havke iz rimskih provinc in uvedel strog program usposabljanja, da bi zagotovil največjo učinkovitost svojih legij. Domnevno je usmrtil dva legionarja, potem ko so ugotovili, da sta odložila meča, ko sta delala pri gradnji utrdb v pohodnem taboru. Corbulon naj bi rekel: "Sovražnika premagaš s krampom?"

### Na vzhodu
Corbulon se je vrnil v Rim, kjer je ostal do leta 52 našega štetja, ko je bil imenovan za guvernerja province Azije. Po Klavdijevi smrti leta 54 našega štetja ga je novi cesar Neron poslal v vzhodne province, da bi rešil armensko vprašanje. Po nekaj zamude in okrepljen s četami iz Germanije je leta 58 n. št. prevzel ofenzivo in napadel Tiridata, armenskega kralja in brata Vologasa I. iz Partije. Njegove legije (III. Gallica, VI. Ferrata in X. Fretensis) so zajele Artaksata in Tigranocerta, Tigran, ki je bil vzgojen v Rimu in je bil poslušni služabnik vlade, pa je bil postavljen za kralja Armenije.
Leta 61 našega štetja je Tigran napadel Adiabeno, sestavni del Partskega kraljestva, in spopad med Rimom in Parto se je zdel neizogiben. Namesto tega je Vologases menil, da je bolje, da se pogodijo. Dogovorjeno je bilo, da se morajo rimske in partske čete umakniti iz Armenije, da je treba Tigrana odstaviti s prestola in priznati vladavino Tiridata. Rimska vlada je zavrnila pristop k tem dogovorom in Lucij Cezenij Pet, guverner Kapadokije, je dobil ukaz, naj reši vprašanje tako, da Armenijo pripelje pod neposredno rimsko upravo.
Zaščita Sirije je medtem zahtevala vso Corbulonovo pozornost. Pet, šibak in nesposoben poveljnik, ki je "preziral slavo, ki si jo je pridobil Corbulon", je leta 62 našega štetja doživel hud poraz pri Rhandeji, kjer je bil obkoljen in prisiljen kapitulirati pred Parti ter evakuiran v Armenijo. Poveljstvo je bilo spet zaupano Corbulonu. Leta 63 je z močno vojsko prečkal Evfrat. Tiridat je odklonil bitko in sklenil mir. V Rhandeji je odložil svoj diadem k vznožju cesarjevega kipa in obljubil, da ga ne bo ponovno uporabil, dokler ga ne prejme iz rok samega Nerona v Rimu.

### Padec in smrt
Po dveh neuspešnih zarotah plemičev in senatorjev, vključno s Corbulonovim zetom, senatorjem Lucijem Anijem Vinicianom, da bi strmoglavili Nerona leta 66 našega štetja, je Neron postal sumničav glede Corbulona in njegove podpore med rimskimi množicami. Leta 67 našega štetja so v Judeji izbruhnili nemiri in Neron je Vespazijanu naročil, naj prevzame poveljstvo nad rimskimi silami, v Grčijo pa je poklical Korbulona ter dva brata, ki sta bila guvernerja Zgornje in Spodnje Germanije. Ob njegovem prihodu v Kenhreje, korintsko pristanišče, so Neronovi glasniki srečali Korbulona in mu ukazali, naj naredi samomor. Brez strahu je korakal naprej, da bi sprejel svojo usodo, in padel na lasten meč, potem ko je vzkliknil: " Axios! ",  kar pomeni "Vreden sem!"

## Dela
Corbulon je napisal zdaj izgubljeno poročilo o svojih azijskih izkušnjah. 

## Poroka in potomci
Corbulon se je poročil s Kasijo Longino, hčerko Gaja Kasija Longina, konzula od 30 let, in njegove žene Junije Lepide,  Avgustove prapravnukinje. Kasija je Korbulonu rodila dve hčerki, od katerih se je ena poročila s senatorjem Anijem Vinicijanom, druga, Domicija Longina, pa se je poročila s cesarjem Domicijanom.